# Luxiaria schistacea
Luxiaria schistacea är en fjärilsart som beskrevs av Swinhoe 1900. Luxiaria schistacea ingår i släktet Luxiaria och familjen mätare. Inga underarter finns listade i Catalogue of Life.